# Tuileries (Paris metro)
Tuileries är en station i Paris metro på linje 1. Stationen öppnades år 1900 och ligger i Paris turistkvarter vid Tuileriträdgården. 

## Fotogalleri

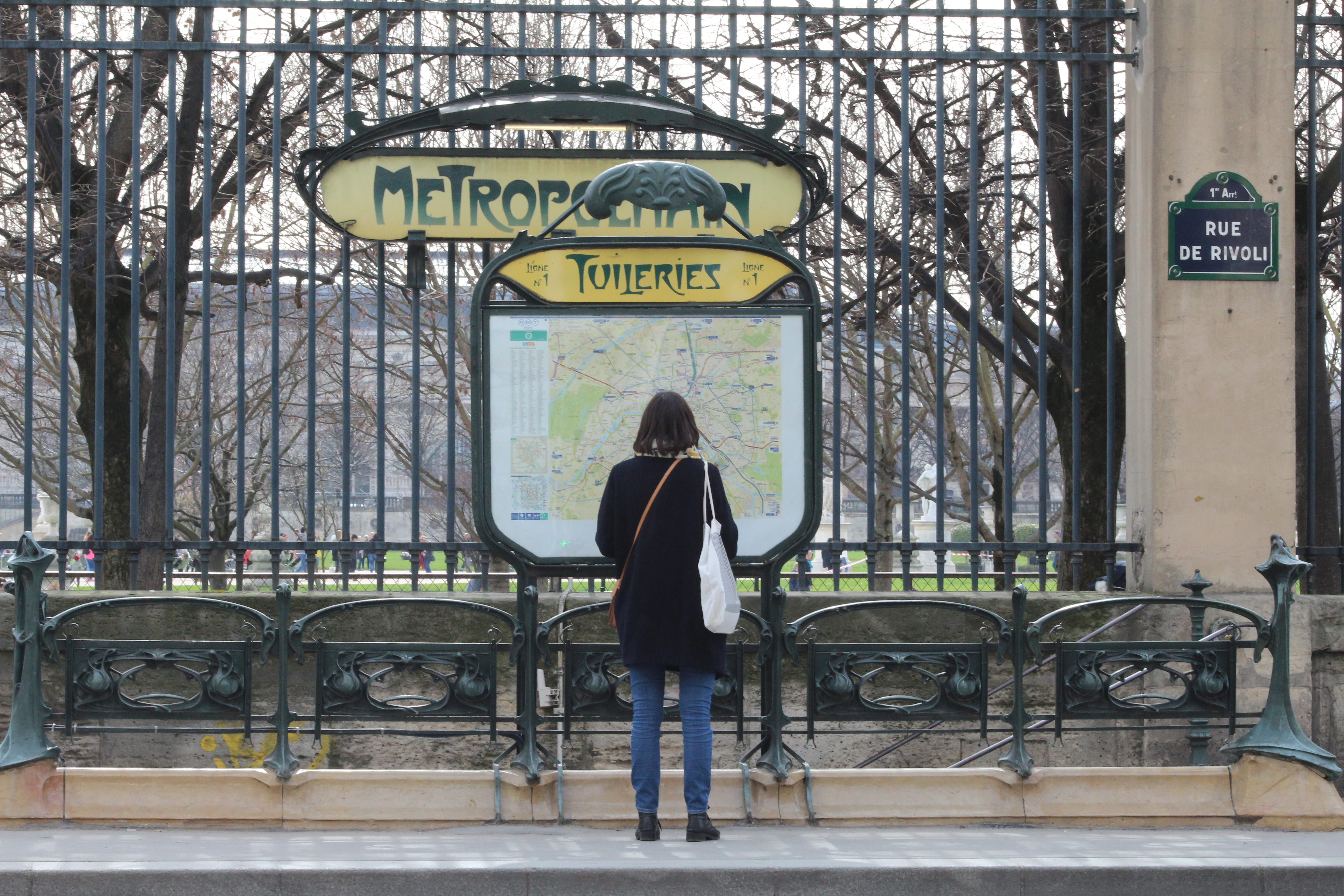
Stationsentré
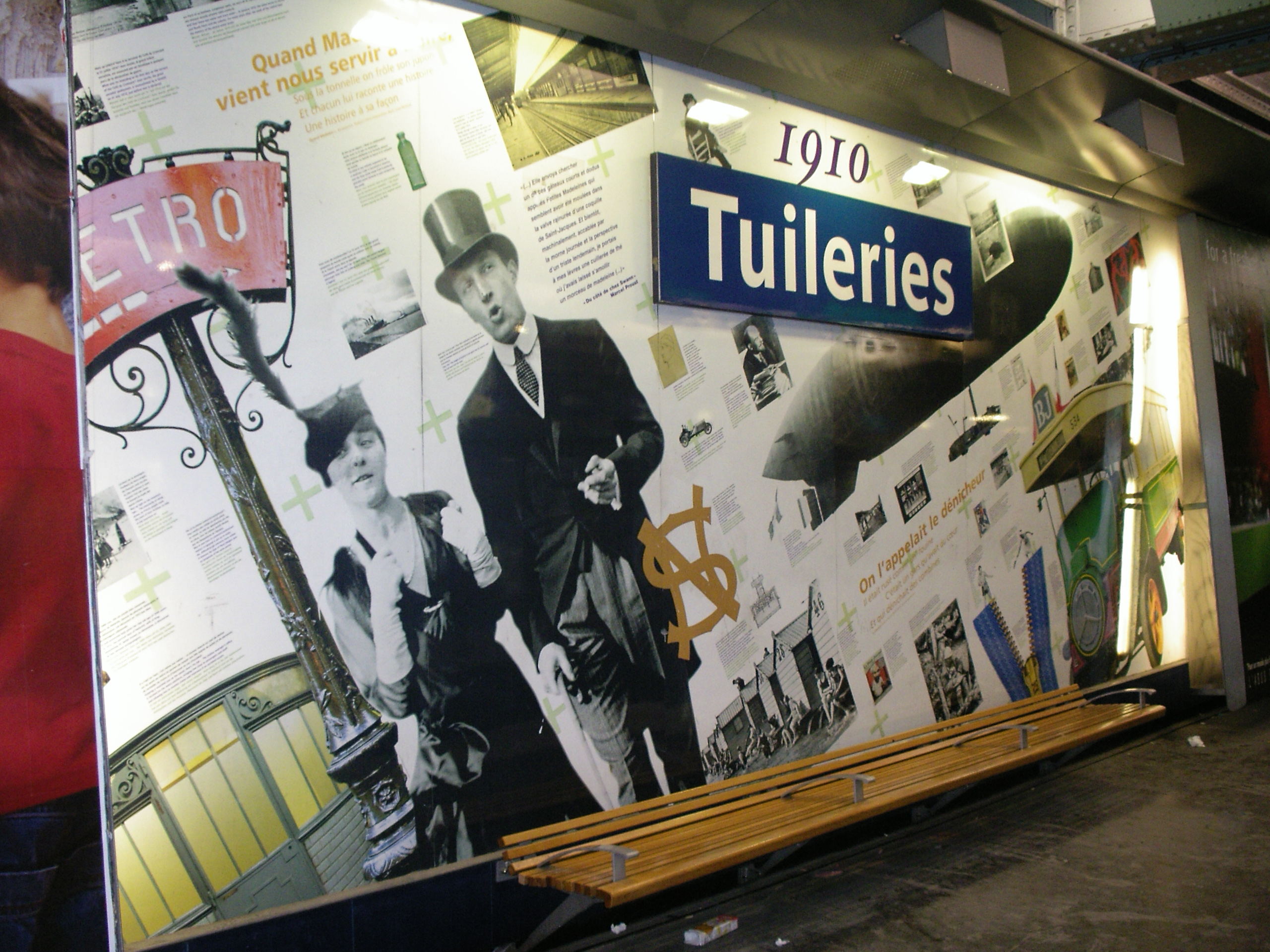
Konstverk vid perrongen
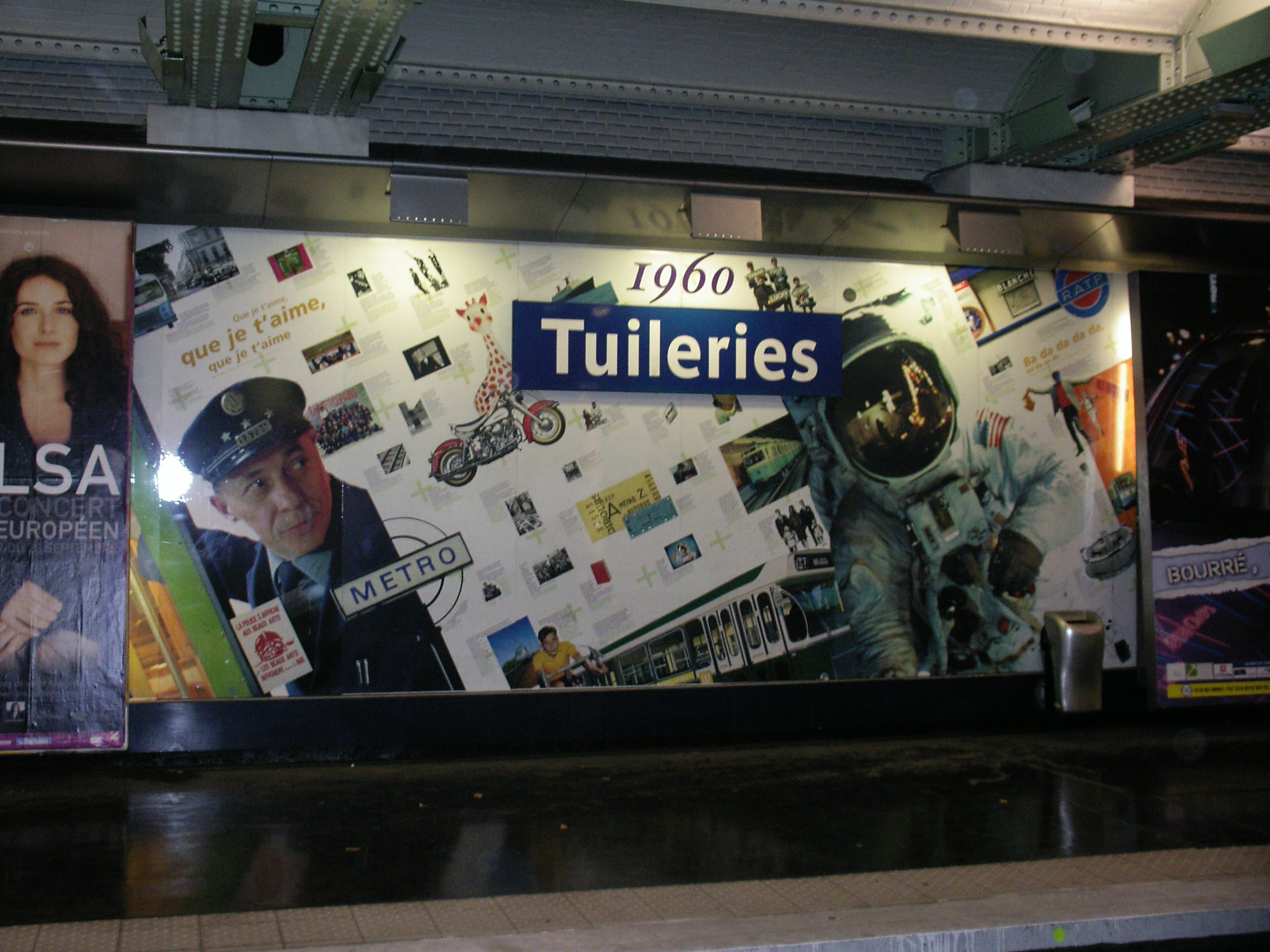
Perrongen
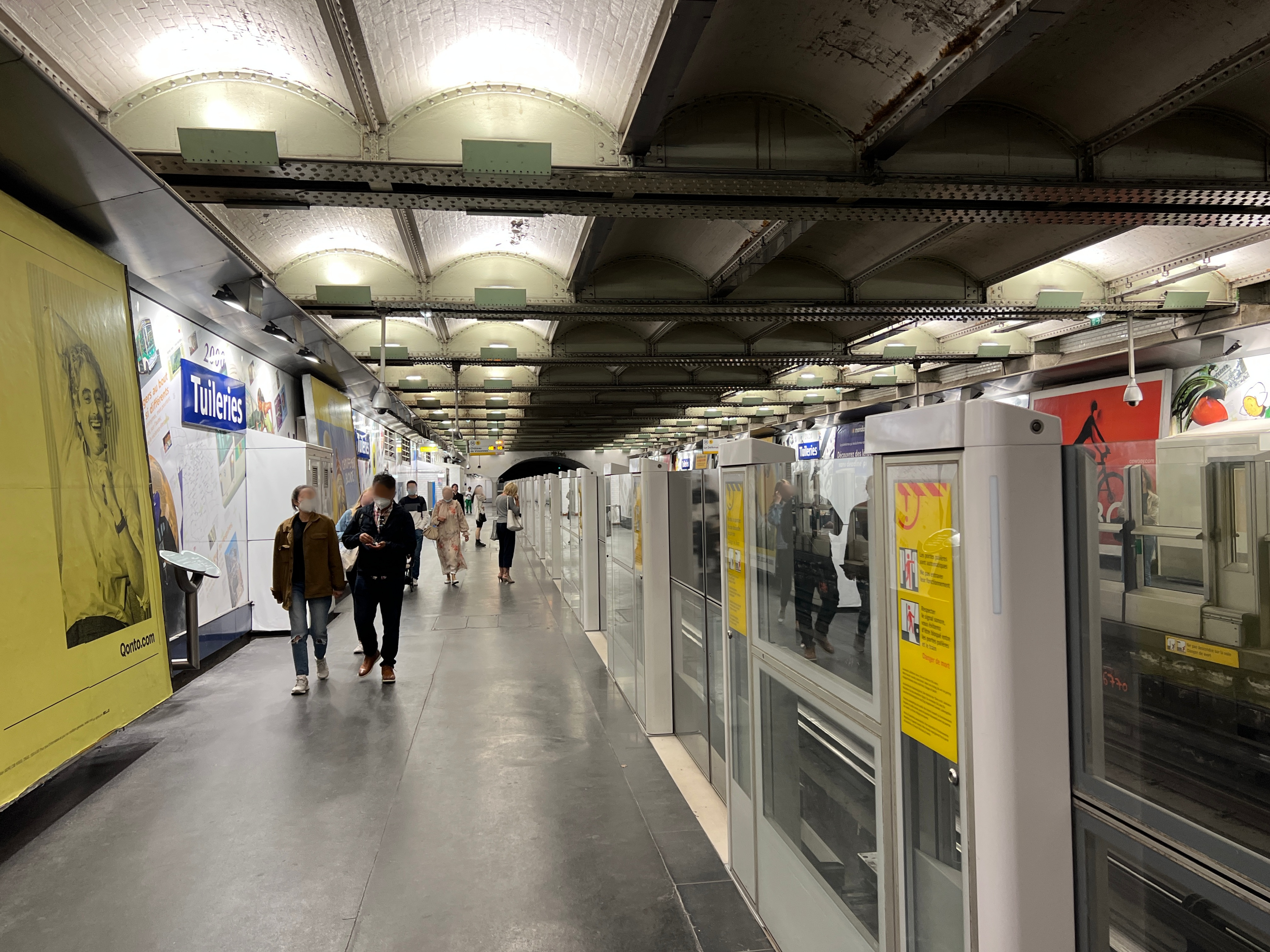
Perrongen